# Huy Huyện
Huy Huyện (chữ Hán giản thể: 辉县市, Hán Việt: Huy Huyện thị) là một thành phố cấp huyện thuộc địa cấp thị Tân Hương (新乡市), tỉnh Hà Nam, Cộng hòa Nhân dân Trung Hoa. Huy Huyện nằm ở chân Thái Hành Sơn, phía tây của bình nguyên Hoa Bắc, giáp với tỉnh Sơn Tây. Thành phố này là nơi sinh sống của người Hán, người Hồi, Mông Cổ, người Tạng, người Choang, người Mãn, người Di, người Đồng.
Huy Huyện có 5 trấn Thành Quan, Bách Tuyền, Mạnh Trang, Bạc Bích, Dục Hà và 21 hương, 532 thôn hành chính, 1723 thôn tự nhiên, 3098 tiểu tổ thôn dân. Theo số liệu năm 2001, toàn thành phố có 15,98 vạn hộ với 65,82 vạn người, trong đó dân số nông nghiệp là 61,5 vạn người (14,83 vạn hộ), phi nông nghiệp là 1,14 vạn hộ hay 43.200 người.